# 三井健生
三井 健生（みつい けんせい、1947年12月1日 - ）は日本の芸能プロダクション三井エージェンシーの会長、音楽プロデューサー。栃木県出身。作曲家水森英夫の実の兄である。

## 来歴
20歳（1947年頃）で芸能プロダクションに入社しマネージャーとして三船和子、愛川みさ、東京ロマンチカ、中井あきら等を手掛ける。1975年レコード会社キャニオンレコード入社。宣伝部と制作部に配属、プロモーター、ディレクター、プロデューサーを歴任、ニューミュージック、ロック、アイドル、演歌等あらゆるアーティストに携わり独自のプロモーションを展開し次々にヒット曲を生み出した。
1995年20年間務めたポニーキャニオンを退社し三井エージェンシーを設立する。
ポニーキャニオン時代にスカウトした夏川りみを再び手がけ2001年に発売した「涙そうそう」は2002年に『第44回日本レコード大賞』で金賞を受賞し、『第53回NHK紅白歌合戦』にも同曲で初出場した。（～2007年まで所属）

## 所属歌手
- 山内惠介
- 山西アカリ

## 過去の所属歌手
- 野村美菜（三代目コロムビア・ローズ 野村未奈）
- 池田輝郎
- 多岐川舞子
- MIZUMO
- 白川ゆうこ